# ميخائيل راي (مغني)
ميخائيل راي (بالإنجليزية: Michael Ray)‏ هو مغني ومغن مؤلف أمريكي، ولد في 29 أبريل 1988 في يوستيس في الولايات المتحدة.

## وصلات خارجية
- الموقع الرسمي
- ميخائيل راي على موقع ميوزك برينز (الإنجليزية)
- ميخائيل راي على موقع أول ميوزيك (الإنجليزية)
- ميخائيل راي على موقع ديسكوغز (الإنجليزية)